# Єзьорки-Вельке
Єзьорки-Вельке (пол. Jeziorki Wielkie, нім. Schöntal) — село в Польщі, у гміні Ґолдап Ґолдапського повіту Вармінсько-Мазурського воєводства.
Населення — 87 осіб (2011).

## Історія
У 1975—1998 роках село належало до Сувальського воєводства.

## Демографія
Демографічна структура станом на 31 березня 2011 року:
|          | Загалом | Допрацездатний вік | Працездатний вік | Постпрацездатний вік |
| -------- | ------- | ------------------ | ---------------- | -------------------- |
| Чоловіки | 42      | 11                 | 28               | 3                    |
| Жінки    | 45      | 8                  | 31               | 6                    |
| Разом    | 87      | 19                 | 59               | 9                    |